# Francisco Javier Bayona Ruiz
Francisco Javier Baiona Ruiz (Olite, Navarra, 18 setembre de 1956) és un exfutbolista i exentrenador espanyol que jugava de migcampista. Va jugar 5 temporades seguides a Primera Divisió amb el CA Osasuna durant la dècada de 1980. També va jugar a les files de la UE Figueres i del Girona FC. Un cop retirat, va entrenar el CD Tudelano i el CD Alfaro, tots dos equips de Segona Divisió B.

## Clubs
| Club        | Anys      |
| ----------- | --------- |
| CA Osasuna  | 1978-1985 |
| UE Figueres | 1986-1987 |
| Girona FC   | 1987-1988 |